# Fiodor Ochłopkow
Fiodor Matwiejewicz Ochłopkow (ros. Фёдор Матве́евич Охло́пков, ur. 19 lutego?/3 marca 1908 we wsi Kriest-Chaldżaj w ułusie tompońskim w Jakucji, zm. 28 maja 1968 tamże) – radziecki snajper, uczestnik wojny z Niemcami, Bohater Związku Radzieckiego (1965).

## Życiorys
Był narodowości jakuckiej. Miał wykształcenie podstawowe, pracował w kopalni złota w rejonie ałdańskim, od września 1941 służył w Armii Czerwonej, 12 grudnia 1941 został skierowany na front. Był żołnierzem oddziału karabinów maszynowych, dowódcą oddziału kompanii, dowódcą oddziału kompanii fizylierów 1243 pułku piechoty w 375 Dywizji Strzeleckiej w 30 Armii, od 7 maja do 10 sierpnia 1942 kursantem kursu snajperów, a od października 1942 do 23 czerwca 1944 snajperem 234 pułku piechoty 179 Dywizji 43 Armii (włączonej w skład 1 Frontu Nadbałtyckiego) w stopniu sierżanta. Był jednym z najskuteczniejszych snajperów II wojny światowej – z karabinu snajperskiego zastrzelił łącznie 429 niemieckich żołnierzy i oficerów. Do liczby zabitych wrogów nie wliczono mu żołnierzy niemieckich których zastrzelił korzystając z karabinu maszynowego. Podczas walk był dwunastokrotnie ranny. Wziął udział w Paradzie Zwycięstwa na Placu Czerwonym 24 czerwca 1945.
Po wojnie zdemobilizowany, wrócił do rodzinnej wsi, 1945–1949 kierował wydziałem wojskowym rejonowego komitetu partii komunistycznej, 10 lutego 1946 został deputowanym do Rady Narodowości Rady Najwyższej ZSRR. W latach 1951–1954 był zarządcą rejonowego biura jakuckiego trustu mięsnego, 1954-1960 pracował w kołchozie i sowchozie, następnie przeszedł na emeryturę. Jego imieniem nazwano ulicę w Jakucku, Chandydze i wsi Czerkech.

## Odznaczenia
- Złota Gwiazda Bohatera Związku Radzieckiego (6 maja 1965)
- Order Lenina (6 maja 1965)
- Order Czerwonego Sztandaru (28 czerwca 1944)
- Order Wojny Ojczyźnianej II klasy (7 października 1943)
- Order Czerwonej Gwiazdy (dwukrotnie - 27 sierpnia 1942 i 4 grudnia 1942)

I medale.